# 釧路市民文化会館
釧路市民文化会館（くしろしみんぶんかかいかん、英語: Kushiro City Cultural Hall）は、北海道釧路市にある文化施設。大型複合店「コーチャンフォー」などを展開しているリラィアブルがネーミングライツ（命名権）を取得しており、2018年（平成30年）9月1日から施設の愛称が「コーチャンフォー釧路文化ホール」となった。

## 概要
1979年（昭和54年）開館。柳町公園にあり、市民の公共施設として文化活動などの発表の場を提供するとともに、優れた文化・芸術などの鑑賞機会を設けて市民文化の向上に資することを目的として設置した。釧路交響楽団の活動拠点となっている。

## 過去に開催した有名アーティスト
- 松山千春（1979年、他多数）
- 矢沢永吉（1980年、他多数）
- サザンオールスターズ（1981年、他多数）
- 中島みゆき（1982年、他多数）
- CHAGE and ASKA（1982年）
- スターダストレビュー（1985年）
- チェッカーズ（1985年）
- 松任谷由実（1987年、他多数）
- 米米CLUB（1988年）
- THE BLUE HEARTS（1990年、他多数）
- ZIGGY（1990年）
- ユニコーン（1992年・2019年）
- B'z（1992年、他多数）
- 槇原敬之（1993年、他多数）
- 福山雅治（1994年、他多数）
- TUBE（1995年、他多数）
- スピッツ（1997年、他多数）
- THE YELLOW MONKEY（1998年・2017年）
- L'Arc～en～Ciel（1998年）
- PUFFY（1999年）
- The Ventures（1999年）
- aiko（2001年、他多数）
- ゴスペラーズ（2002年、他多数）
- ポルノグラフィティ（2002年、他多数）
- 氣志團（2003年）
- MISIA（2007年）
- 小田和正（2008年）
- 安室奈美恵（2008年）
- 20th Century（2009年）
- ORANGE RANGE（2009年）
- GLAY（2010年、他多数）
- 安全地帯（2010年）
- FUNKY MONKEY BABYS（2010年）
- Superfly（2011年）
- 平井堅（2011年）
- スキマスイッチ（2012年）
- いきものがかり（2012年）
- 氷川きよし（2014年、他多数）
- May J.（2015年）
- ゴールデンボンバー（2016年、他多数）
- Mr.Children（2016年）
- 大黒摩季（2017年、他多数）
- 鈴木雅之（2017年、他多数）
- SHISHAMO（2018年）
- UVERworld（2018年、2024年）
- きゃりーぱみゅぱみゅ（2018年）
- WANIMA（2018年）
- 高橋優（2019年）
- 森山直太朗（2019年）
- 家入レオ（2019年）
- 吉幾三（2021年）
- マカロニえんぴつ（2022年）
- BiSH（2023年4月）
- GReeeeN（2023年9月）
- 布袋寅泰（2023年11月）
- sumika（2024年3月 ）
- SUPER BEAVER（2024年4月16日）
- 10-FEET（2024年4月16日）

## 施設
大ホール
- 収容人数 1,524名、固定席 1,396席、移動座席 120席（オーケストラピット部）、車椅子スペース8席分
- 舞台（間口18 m、奥行14.4 m、高さ8 m（プロセニアム）・16 m（スノコ）、舞台高 1 m、迫り、オーケストラピット、奈落ほか）
- 楽屋（1号 洋室43.20 m²、2号 洋室29.30 m²、3号・4号 洋室12 m²）

小ホール
- 収容人数 372名、固定席 364席、車椅子スペース8席分
- 舞台（間口12 m、奥行8.5 m、高さ5 m（プロセニアム）・9 m（スノコ）、舞台高 0.74 m）
- 楽屋（1号 洋室36.96 m²、2号 洋室21.12 m²、3号・4号 洋室13.44 m²）

展示ホール
- 広さ391 m²

会議室
- 広さ（1号 75.72 m²、2号 35.88 m²）

和室
- 広さ31畳

練習室
- 広さ（1号 96.78 m²、2号 138.02 m²、3号 49.54 m²）

福祉売店
- はまなす

喫茶食堂
- ギャラリーカフェ ラ・メール